# Громов, Владимир Иустинович
Владимир Иустинович (Устинович) Громов (16 или 28 августа 1869, Семёнов, Нижегородская губерния, Российская империя — 11 марта 1952, Москва, РСФСР, СССР) — русский и советский учёный-правовед, специалист в области криминалистики. Наравне с научной деятельностью был практикующим юристом, в период Российской империи работал в судах, а при советской власти в прокуратуре. В 1926—1930 годах занимался научной деятельностью в Институте Советского Строительства при Коммунистической Академии и Институте уголовной политики, а с 1938 по 1950 годы преподавал в Институте прокуратуры СССР, Московском юридическом институте и Московском государственном университете. С 1940 года имел учёное звание доцента. Основную известность получил благодаря введению в криминалистику понятия «методика расследования преступлений».

## Биография
Владимир Громов родился по разным данным 16 либо 28 августа 1869 года в городе Семёнове Нижегородской губернии. Его отцом был учитель. Среднее образование получил в Нижегородской мужской гимназии, а высшее на юридическом факультете Московского университета, который окончил в 1894 году. По окончании вуза стал кандидатом на судебные должности и назначен на должность секретаря в Нижегородском окружном суде. В 1900 году он был назначен на должность судебного следователя. Первые годы работал в Нижнем Новгороде, Смоленске, Рыбинске и Ярославле. Начиная с 1907 года был судебным следователем по особо важным делам в Московском окружном суде, где среди прочих уголовных правонарушений занимался расследованием убийств и хищений. В тот же период начал заниматься методической работой. В частности, Громов изучал материалы уголовных дел о регулярных хищениях грузов на железной дороге. После изучения данных материалов, Владимир Иустинович обнаружил основные ошибки допущенные его коллегами при проведении расследований, из-за которых эти дела не были раскрыты. К таким ошибкам, он отнёс — не надлежащие планирование и организацию расследования. В девятом номере журнала Министерства юстиции за 1912 год Владимир Громов опубликовал свою первую научную статью «Судебный следователь. Бытовые и юридические обоснования деятельности судебного следователя». В 1914 году он написал статью посвящённую проведению опознания лица — «Акт предъявления личности на предварительном следствии», которая также была опубликована в журнале Министерства юстиции. В этом труде, Громов раскритиковал существовавшие на тот момент подходы к проведению данного следственного действия, в частности он высказался против гримирования опознаваемого под приметы, которые указывает опознающий.
Вскоре после Октябрьской революции Громов перешёл на сторону новой власти и стал работать в Военно-хозяйственном совете Народного комиссариата по военным делам и Народного комиссариата продовольствия, где занял должность инспектора-ревизора. Затем перешёл на должности главного юрисконсульта и руководителя юридическим отделом в Народном комиссариате государственного контроля РСФСР, а после его реорганизации в Рабоче-крестьянской инспекции, где работал до 1924 года. После чего до 1926 года работал сначала следователем по особо важным делам в Прокуратуре РСФСР, а затем перешёл на работу в Главное экономическое управление Высшего совета народного хозяйства, где последовательно занимал должности старшего инспектора и консультанта. Вернувшись к следственной работе, Громов продолжил изучать следственную практику, в результате чего он написал и в 1925 году издал свою первую монографию «Дознание и предварительное следствие (Теория и техника расследования преступлений)», которая через год была переиздана пять раз — в 1926, 1928, 1930, 1931 и 1935 годах. Эта работа была издана под редакцией и с предисловием будущего прокурора РСФСР Николая Крыленко. Громовым было разработано учение об криминалистических версиях и планировании расследования. По оценке профессоров Татьяны Аверьяновой, Рафаила Белкина, Юрия Корухов и Елены Россинская, а также доцента Владимира Чисникова указанная монография принесла Громову известность среди юристов.
В 1926 году Владимир Иустинович Громов перешёл на научную работу. Сначала некоторое время работал в Институте Советского Строительства при Коммунистической Академии, а затем в  Институте изучения преступника и преступности, а после его реорганизации в Институте уголовной политики (ныне Институт законодательства и сравнительного правоведения). В 1929 году он издал вторую свою монографию «Методика расследования преступлений. Руководство для органов милиции и уголовного розыска», которая была переиздана в 1930 году. Именно в этой монографии впервые был употреблен термин «методика расследования преступлений», который продолжал оставаться актуальным для определения одного из разделов криминалистики на постсоветском пространстве к началу 2020-х годов. Профессор Иван Лузгин отмечал, что Громовым хоть и была заложена основа для методики расследования преступлений, но некоторые из положений предложенных им носили ошибочный характер. При этом, учёные в последующем отмечали, что в этой работе Громов допускал ошибку и отождествлял понятия «методика» и «методология». Однако, не смотря на это, введение в науку криминалистики понятия методологии расследования преступлений, уже к 1935 году позволило поделить эту отрасль юридической науки на три составляющих — криминалистическая техника, криминалистическая тактика и методология расследования преступлений. Кроме того, в этой работе автор указывая не недостаточный опыт работников правоохранительных стремился доступными для стилем изложить методы расследования отдельных видов уголовных правонарушений и тактику следственных действий, таких как осмотр, обыск, освидетельствование. Однако современники автора обвинили его в ошибках «вульгаризированного характера».
Кроме того, в этот период учёный написал несколько монографий в соавторстве с такими криминалистами как Наум Лаговиером и Петр Тарасовым-Родионовым монография «Расследования хищений и злоупотреблений в торговом аппарате». Владимир Чисников отмечал, что Громов также был первым учёным-криминалистом, который попытался разработанные в области криминалистической тактики рекомендации положить в основу работы следственных органов. В 1930 году вышла авторская монография «Материальная истина и научно-уголовная техника. Пособие для органов расследования», в которой высказывал мнение о преимуществе вещественных доказательств над показаниями. Аналогичные мысли по этому поводу ранее также высказывали профессора Павел Люблинский и Иван Якимов, а в 1950 году — академик Андрей Вышинский. Во второй половине 1950-х данный подход был раскритикован кандидатом юридических наук Миной Выдрей, который писал, что такой подход приведёт к противопоставлению вещественных доказательств «другим доказательствам», а также докторами юридических наук Романом Рахуновым и Михаилом Строговичем. В середине 1960-х годов к этой критике присоединились профессора Мориц Гродзинский, Генрих Миньковский и Алексей Эйсман. В конце 1970-х годов Иван Лузгин писал о том, что Громов не только переоценивал роль вещественных доказательств умаляя роль сведительских показаний, но приводя неверные аналогии в своих работах «вульгаризировал марксизм». В 1931 году учёный издал ещё одну монографию «Осмотр места преступления». Оценивая эту работу в целом, Профессор Владимир Крылов в 2003 году писал, что «многие положения этой книги актуальны и сейчас, некоторые интересны в историческом плане — с точки зрения представления о развитии криминалистической мысли».
В 1935 году Громов вернулся к работе в органах прокуратуры. Сначала занимал должность консультанта в Центральном методологическом бюро прокуратуры РСФСР, а затем до 1938 года — следователем в Прокуратуре СССР. В это время он не оставил научной деятельности. Им было подготовлено методическое письмо, изданное под названием «Опознание личности обвиняемого при расследовании преступлений», которое было издано с грифом Института уголовной политики. Современники Владимира Иустиновича сочли, что письмо является сокращённой версией другой работы Громова, посвященной опознанию и опубликованной в 1914 году. В следствии этого, в журнале «Советская юстиция» были опубликованные критические отзывы об этой работе. В 1935 году он издал пособие «Предварительное расследование в советском уголовном процессе», в котором высказывал мнение, что следственные органы помимо раскрытия преступлений должны принимать профилактические меры для устранения причин содействующим преступлениям. В 1937 году он опубликовал книгу «Следственная практика в примерах» (переиздана в 1948 году), которую Татьяна Аверьянова, Рафаил Белкин, Юрий Корухов и Елены Россинская охарактеризовали как «работу совершенно необычного характера».
В 1938 года Громов занялся научно-преподавательской работой. Некоторое время преподавал в Институте прокуратуры СССР, а затем в Московском юридическом институте, работая в этом вузе в 1940 году получил учёное звание доцента. После присвоения звания доцента перешёл на работу в Московский государственный университет, где преподавал на кафедрах уголовного процесса, классической филологии и древних языков в должности доцента. В восьмидесятилетнем возрасте — в 1949 году Владимир Громов стал соавтором «Настольной книги следователя», которая была издана под общей редакцией Генерального прокурора СССР Григория Сафонова. Профессор Валерий Шепитько, указывал, что издание этой книги стало «положительным опытом». В сентябре 1950 года Громов вышел на пенсию. Он скончался 11 марта 1952 года в Москве. Похоронен на Новодевичьем кладбище Москвы.
Владимир Крылов отмечал, что имя Громова в криминалистической науке на протяжении длительного времени было предано забвению. В 2003 году московским издательством «ЛексЭст» в серии «Антология криминалистики» тиражем 2000 экземпляров были перепечатаны три работы Громова — «Дознание и предварительное следствие», «Методика расследования преступлений» и «Осмотр места происшествия».

## Основные труды
Среди работ, в которых Владимир Иустинович Громов автором или соавтором, учёные выделяют:
- Судебный следователь. Бытовые и юридические обоснования деятельности судебного следователя (статья в Журнале министерства юстиции, 1912);
- Акт предъявления личности на предварительном следствии (статья в Журнале министерства юстиции, 1914);
- Дознание и предварительное следствие (теория и техника расследования преступлений). Руководство для органов дознания и народных следователей (книга, 1925, 1926, 1928, 1930, 1931 и 1935);
- Искусство расседлывания преступлений. Достижения и недочеты розыскной и следственной практики. Опыт анализа доказательственных улик. Пособие для органов расследования. (книга в Н. О. Лаговиером, 1928 и 1930);
- Методика расследования преступлений. Руководство для органов милиции и уголовного розыска (книга, 1929 и 1930);
- Уголовно-судебные доказательства. Теория доказательств и практика применения норм доказательственного права (книга в соавторстве с Н. О. Лаговиером, 1929);
- Материальная истина и научно-уголовная техника. Пособие для органов расследования (книга, 1930);
- Осмотр места преступления (книга, 1931);
- Техника расследования отдельных видов преступлений (книга, 1931);
- Новые формы и методы расследования должностных и хозяйственных преступлений (книга в соавторстве с Н. О. Лаговиером, 1931);
- Вещественные улики и научно-уголовная техника (книга, 1932);
- Расследование хищений и злоупотреблений в торговом аппарате (книга в соавторстве с П. И. Тарасовым-Родионовым, 1934);
- Предварительное расследование в советском уголовном процессе (книга, 1935);
- Криминалистика (соавтор учебника, 1935, 1936 и 1938);
- Следственная практика в примерах (книга, 1937 и 1948);
- Настольная книга следователя (соавтор книги, 1949).